# Bloodywood
Bloodywood — индийская метал-группа из Нью-Дели, которая начала свою карьеру в 2016 году. Группа начала свое существование с пародий на поп-песни, на которые они делали металл-каверы и публиковали на YouTube. Позднее группа начала писать свой собственный материал, выпустив свой первый дебютный альбом в жанре фолк-метал.

## История
Перед тем, как появилась группа, Каран Катияр, в свободное время от работы корпоративного юриста, выкладывал на YouTube пародийные металл-каверы на популярные болливудские песни, но в то время у него была проблема с поиском достойного вокалиста. Катияр на одном из местных концертов познакомился с Джаянтом Бхадулой, который в то время работал менеджером по талантам в развлекательной компании, где был сильно впечатлён вокальными способностями Бхадулы.
В 2016 году Катияр уволился с работы и вместе с напарником Бхадулой создал дуэт Bloodywood с намерением «уничтожить поп-песни».
В 2017 году Bloodywood записали кавер на песню группы Linkin Park «Heavy», чем привлекли внимание многих музыкальных изданий, как Loudwire и Metal Hammer, последний который заявил, что «Linkin Park — Heavy должен был звучать именно так».
В 2017 году группа сделала множество каверов и выпустила на своей странице в Bandcamp кавер-альбом «Anti-Pop vol.1». После чего последовала металлическая кавер-версия популярной пенджабской песни «Tunak Tunak Tun» Далера Мехнди с гостевым вокалом из Bonde do Metaleiro.
1 мая 2018 года Bloodywood выпустила композицию Ari Ari, основанную на пенджабской народной песне Baari Barsi. На треке выступил рэпер Рауль Керр, которого Катияр пригласил принять участие после работы над лирическим клипом для него. Через некоторое время Рауль Керр стал официальным участником группы. Поклонники встретили эту песню гораздо теплее, чем предыдущие кавер-версии, что подвинуло группу к написанию своих оригинальных песен с примесью индийской народной музыки. Группа начала сотрудничать с онлайновым консультационным сайтом Hope Therapy и выпустила песню Jee Veerey, которая была посвящена борьбе с депрессией и психическими заболеваниями. 15 января Bloodywood выпустила песню и клип, посвященную насилию, под названием Endurant.
21 апреля 2019 было объявлено, что группа выступит на Wacken Open Air Спустя два дня группа выпускает песню Machi Bhasad (Expect a Riot), которая изначально была предназначена для готовившейся к выпуску игры Ubisoft «Beyond Good и Evil 2», а также объявила о том, что репер Керр становится постоянным участником Bloodywood и начинает тур Raj Against the Machine Tour.
18 февраля 2022 года группа выпустила свой дебютный альбом.

## Социальная помощь
Помимо текстов группы, содержащих социальный и гуманистический посыл, Bloodywood активно занимается благотворительностью. Например, после выхода клипа на песню Jee Veerey группа раздала несколько заранее оплаченных онлайн-сессий психологической помощи.
Вернувшись в Индию после европейского тура, Bloodywood попросили своих поклонников на Patreon помочь поддержать местную неправительственную организацию The Posh Foundation, которая ухаживает за бездомными животными, и пожертвовали часть заработка от тура на покупку машины скорой ветеринарной помощи для этой организации.

## Состав группы
- Каран Катияр (Karan Katiyar) — гитары, флейта, продюсер, композитор.
- Джаянт Бхадула (Jayant Bhadula) — вокал, гроулинг.
- Рауль Керр (Raoul Kerr) — рэп-вокал.

Концертные участники:
- Сартак Пахва — дхол
- Розан Рой — бас
- Вишеш Сингх — барабаны

## Видеография
- «Ari ari» (2018) Архивная копия от 23 марта 2020 на Wayback Machine
- «Jee Veerey» (2018) Архивная копия от 11 февраля 2020 на Wayback Machine
- «Endurant» (2019) Архивная копия от 6 ноября 2020 на Wayback Machine
- «Machi Bhasad (Expect a Riot)» (2019) Архивная копия от 14 февраля 2020 на Wayback Machine
- «Yaad» (2020) Архивная копия от 29 марта 2020 на Wayback Machine
- «Gaddaar» (2021) Архивная копия от 9 ноября 2021 на Wayback Machine
- «Aaj» (2022) Архивная копия от 24 января 2022 на Wayback Machine
- «Dana Dan»(2022) Архивная копия от 17 февраля 2022 на Wayback Machine
- «Nu Dehli» (2024)